# A Budapest Honvéd FC 2004–2005-ös szezonja
A Budapest Honvéd FC 2004–2005-ös szezonja szócikk a Budapest Honvéd FC első számú férfi labdarúgócsapatának egy szezonjáról szól, mely összességében a 94. idénye a csapatnak a magyar első osztályban. A klub fennállásának ekkor volt a 95. évfordulója. A csapat most került vissza az NB I-be.

## Mérkőzések
| Színmagyarázat | Színmagyarázat |
| -------------- | -------------- |
|                | Győzelem.      |
|                | Döntetlen.     |
|                | Vereség.       |

### UEFA-kupa
1. selejtezőkör
| 2004. július 13. 17:00 |

| Mika Jerevan | 0 – 1   | Budapest Honvéd          |
| ------------ | ------- | ------------------------ |
|              | (0 – 0) | Csobánki 90+2' Bábik 71' |

| Mika Stadion, Jereván Nézőszám: 5 000 Játékvezető: M. Ross (északír) |

| 2004. július 29. 20:00 |

| Budapest Honvéd          | 1 – 1   | Mika Jerevan                                     |
| ------------------------ | ------- | ------------------------------------------------ |
| Bábik 59' Drobnjak 90+3' | (0 – 1) | Shahgeldyan 42' 83' Hovhannisyan 45' Adamyan 60' |

| Üllői út, Budapest Nézőszám: 1 500 |

2. selejtezőkör
| 2004. augusztus 12. 20:00 |

| Amica Wronki     | 1 – 0   | Budapest Honvéd        |
| ---------------- | ------- | ---------------------- |
| Kryszałowicz 23' | (1 – 0) | Herczeg 11' Vadócz 77' |

| Stadion Amica, Wronki Nézőszám: 3 000 Játékvezető: Sebek (orosz) |

| 2004. augusztus 26. 19:45 |

| Budapest Honvéd                 | 1 – 0   | Amica Wronki                          |
| ------------------------------- | ------- | ------------------------------------- |
| Takács 20' Vámosi 53' Horký 72' | (1 – 0) | Stasiak 14' Kikut 94' Sobociński 116' |

| Üllői út, Budapest Nézőszám: 1 500 Játékvezető: Kari (finn) |

- Büntetőrúgások után alakult ki a 4–5-ös végeredmény.

### Arany Ászok Liga 2004–05

#### Őszi fordulók
| 1. forduló 2004. augusztus 7. 20:00 |

| Budapest Honvéd | 1 – 2   | Debreceni VSC                                    |
| --------------- | ------- | ------------------------------------------------ |
| Vadócz 4'       | (1 – 1) | Bogdanović 8' Halmosi 53' Sándor 22' Bernáth 90' |

| Bozsik József Stadion, Budapest Nézőszám: 3 000 Játékvezető: Solymosi Péter (magyar) |

| 2. forduló 2004. augusztus 15. 20:00 |

| Pécsi MFC                         | 3 – 1   | Budapest Honvéd                                  |
| --------------------------------- | ------- | ------------------------------------------------ |
| Montvai 75' Pest 80' Szabados 89' | (0 – 1) | Herczeg 34' Vén 26' Csobánki 30' Budovinszky 82′ |

| PMFC Stadion, Pécs Nézőszám: 3 000 Játékvezető: Arany Tamás (magyar) |

| 3. forduló 2004. augusztus 21. 20:00 |

| Budapest Honvéd                                      | 3 – 3   | Zalaegerszegi TE                                 |
| ---------------------------------------------------- | ------- | ------------------------------------------------ |
| Herczeg 28' Vén 29' Vadócz 59' Takács 62' Vámosi 75' | (2 – 2) | Koplárovics 6' Waltner 38' Nagy 73' Sebők V. 83' |

| Bozsik József Stadion, Budapest Nézőszám: 2 000 Játékvezető: Hanacsek Attila (magyar) |

| 4. forduló 2004. augusztus 29. 20:00 |

| Budapest Honvéd                                | 2 – 0   | Előre FC Békéscsaba  |
| ---------------------------------------------- | ------- | -------------------- |
| Drobnjak 76' Dancs 90+1' Takács 17' Vámosi 40' | (0 – 0) | Ursz 13' Vilotic 58' |

| Bozsik József Stadion, Budapest Nézőszám: 1 500 Játékvezető: Szarka Zoltán (magyar) |

| 5. forduló 2004. szeptember 11. 18:00 |

| Győri ETO                       | 1 – 0   | Budapest Honvéd       |
| ------------------------------- | ------- | --------------------- |
| Vincze O. 44' 46' Vincze G. 21' | (1 – 0) | Takács 60' Vadócz 90' |

| ETO Park, Győr Nézőszám: 2 000 Játékvezető: Kassai Viktor (magyar) |

| 6. forduló 2004. szeptember 18. 18:00 |

| Budapest Honvéd         | 2 – 1   | Diósgyőr                    |
| ----------------------- | ------- | --------------------------- |
| Vámosi 16' Csobánki 18' | (2 – 0) | Máté 77' Tisza 65' Papp 84' |

| Bozsik József Stadion, Budapest Nézőszám: 1 500 Játékvezető: Makai János (magyar) |

| 7. forduló 2004. szeptember 25. 18:00 |

| Videoton                                                               | 4 – 1   | Budapest Honvéd                |
| ---------------------------------------------------------------------- | ------- | ------------------------------ |
| Hercegfalvi 19' 20' Tóth 29' 30' Szabó 71' Kriston 90+1' Csizmadia 54' | (2 – 0) | Kuttor 69' (öngól) Herczeg 84' |

| Sóstói Stadion, Székesfehérvár Nézőszám: 1 000 Játékvezető: Szarka Zoltán (magyar) |

| 8. forduló 2004. október 2. 18:00 |

| Budapest Honvéd                | 1 – 1   | MTK Budapest                |
| ------------------------------ | ------- | --------------------------- |
| Vámosi 71' 32' Budovinszky 65′ | (0 – 1) | Welton 44' Jezdimirović 32' |

| Bozsik József Stadion, Budapest Nézőszám: 1 500 Játékvezető: Juhos Attila (magyar) |

| 9. forduló 2004. október 16. 17:00 |

| Kaposvári Rákóczi                                                  | 4 – 2   | Budapest Honvéd                                                 |
| ------------------------------------------------------------------ | ------- | --------------------------------------------------------------- |
| Zahorecz 26' (11-esből) Oláh 56' 59' 78' Kovácsevics 16' Huzmi 86' | (1 – 0) | Vén 66' (11-esből) Herczeg 77' Mészáros 26' Dobos 37' Bábik 52' |

| Rákóczi Stadion, Kaposvár Nézőszám: 3 500 Játékvezető: Megyebíró János (magyar) |

| 10. forduló 2004. október 23. 17:00 |

| Budapest Honvéd                                              | 3 – 2   | Nyíregyháza Spartacus                                        |
| ------------------------------------------------------------ | ------- | ------------------------------------------------------------ |
| Budovinszky 70' Pintér 79' (öngól) Vámosi 82' (11-esből) 25' | (0 – 1) | Bánka 33' 35' Terjék 74' 15' Laskai 51' Pintér 69' Dárok 78' |

| Bozsik József Stadion, Budapest Nézőszám: 2 500 Játékvezető: Dubraviczky Attila (magyar) |

| 11. forduló 2004. október 30. 18:00 |

| Vasas                                                                     | 4 – 1   | Budapest Honvéd                                                |
| ------------------------------------------------------------------------- | ------- | -------------------------------------------------------------- |
| Ferenczi 59' Horváth 63' 88' (11-esből) Schultz 77' (11-esből) Molnár 24' | (0 – 1) | Vén 43' 75' Stamenić 12' Genito 27' Budovinszky 65' Vámosi 66′ |

| Illovszky Rudolf Stadion, Budapest Nézőszám: 3 500 Játékvezető: Szabó Zsolt (magyar) |

| 12. forduló 2004. november 6. 16:00 |

| Budapest Honvéd                 | 2 – 1   | FC Sopron                                   |
| ------------------------------- | ------- | ------------------------------------------- |
| Budovinszky 31' 38' Herczeg 78' | (2 – 0) | Sira 49' Bagoly 36' Szekeres 74′ Sifter 76' |

| Bozsik József Stadion, Budapest Nézőszám: 1 000 Játékvezető: Fábián Mihály (magyar) |

| 13. forduló 2004. november 10. 18:00 |

| Újpest                 | 1 – 2   | Budapest Honvéd                          |
| ---------------------- | ------- | ---------------------------------------- |
| Feczesin 27' Juhár 29' | (1 – 0) | Csobánki 70' Szili 90+1' Budovinszky 79' |

| Szusza Ferenc Stadion, Budapest Nézőszám: 3 225 Játékvezető: Bede Ferenc (magyar) |

| 14. forduló 2004. november 20. 16:00 |

| Budapest Honvéd                        | 3 – 2   | Lombard Pápa                                |
| -------------------------------------- | ------- | ------------------------------------------- |
| Vadócz 36' Vámosi 60' 16' Csobánki 71' | (1 – 0) | Stevica 54' Medveď 81' Tüske 17' Lászka 74' |

| Bozsik József Stadion, Budapest Nézőszám: 1 000 Játékvezető: Hanacsek Attila (magyar) |

| 15. forduló 2004. november 28. 18:00 |

| Ferencváros                                                    | 4 – 0   | Budapest Honvéd            |
| -------------------------------------------------------------- | ------- | -------------------------- |
| Zavadszky 15' Gyepes 19' (11-esből) Sowunmi 66' 52' Vágner 76' | (2 – 0) | Budovinszky 44' Vámosi 68' |

| Üllői út, Budapest Nézőszám: 6 598 Játékvezető: Dubraviczky Attila (magyar) |

#### Tavaszi fordulók
| 16. forduló 2005. március 12. 18:00 |

| Debreceni VSC                             | 2 – 0   | Budapest Honvéd           |
| ----------------------------------------- | ------- | ------------------------- |
| Éger 84' (11-esből) Virág 87' Kerekes 70' | (0 – 0) | Szili 58' Budovinszky 69' |

| Oláh Gábor utcai stadion, Debrecen Nézőszám: 5 500 Játékvezető: Fábián Mihály (magyar) |

| 17. forduló 2005. március 16. 18:00 |

| Budapest Honvéd          | 2 – 1   | Pécsi MFC                      |
| ------------------------ | ------- | ------------------------------ |
| Szili 8' 71' Herczeg 29' | (2 – 0) | Sztipánovics 90+1' Kóczián 80' |

| Bozsik József Stadion, Budapest Nézőszám: 2 500 Játékvezető: Hanacsek Attila (magyar) |

| 18. forduló 2005. március 19. 18:00 |

| Zalaegerszegi TE                     | 1 – 3   | Budapest Honvéd                                |
| ------------------------------------ | ------- | ---------------------------------------------- |
| Andorka 54' 9' Sebők J. 34' Gaál 80' | (0 – 1) | Szili 29' Dobos 61' 81' Kozarek 85' Takács 28' |

| ZTE Aréna, Zalaegerszeg Nézőszám: 3 500 Játékvezető: Dubraviczky Attila (magyar) |

| 19. forduló 2005. április 2. 19:00 |

| Előre FC Békéscsaba                                              | 3 – 0   | Budapest Honvéd |
| ---------------------------------------------------------------- | ------- | --------------- |
| Vilotic 9' Hoffmann 13' Lázok 73' Simic 29' Pozsár 45' Simon 87' | (2 – 0) | Kovács 56'      |

| Kórház utcai stadion, Békéscsaba Nézőszám: 2 000 Játékvezető: Sápi Csaba (magyar) |

| 20. forduló 2005. április 9. 19:00 |

| Budapest Honvéd                                 | 2 – 3   | Győri ETO                                     |
| ----------------------------------------------- | ------- | --------------------------------------------- |
| Vadócz 77' (11-esből) Szili 89' Budovinszky 37' | (0 – 0) | Varga 49' 86' Tóth 70' Pusztai 53' Pomper 62' |

| Bozsik József Stadion, Budapest Nézőszám: 1 300 Játékvezető: Fábián Mihály (magyar) |

| 21. forduló 2005. április 13. 18:00 |

| Diósgyőr                                                                         | 5 – 1   | Budapest Honvéd            |
| -------------------------------------------------------------------------------- | ------- | -------------------------- |
| Sipeki 6' 66' Egressy 23' (11-esből) Gáspár 51' Siminic 61' Dianu 32' Katona 85' | (2 – 1) | Vén 32' Dobos 34' Lobo 89' |

| DVTK-stadion, Miskolc Nézőszám: 4 000 Játékvezető: Sápi Csaba (magyar) |

| 22. forduló 2005. április 16. 19:00 |

| Budapest Honvéd                                | 1 – 0   | FC Fehérvár |
| ---------------------------------------------- | ------- | ----------- |
| Herczeg 26' Budovinszky 45' Dancs 56' Zana 80' | (1 – 0) | Božić 30′   |

| Bozsik József Stadion, Budapest Nézőszám: 1 800 Játékvezető: Megyebíró János (magyar) |

| 23. forduló 2005. április 22. 13:30 |

| MTK Budapest                                            | 3 – 0   | Budapest Honvéd |
| ------------------------------------------------------- | ------- | --------------- |
| Kanta 4' 90' Balogh 34' Mészáros 67' (öngól) Hrepka 47' | (2 – 0) | Mészáros 34'    |

| Hidegkuti Nándor Stadion, Budapest Nézőszám: 2 000 Játékvezető: Saskőy Szabolcs (magyar) |

| 24. forduló 2005. április 27. 18:00 |

| Budapest Honvéd      | 1 – 1   | Kaposvári Rákóczi                                           |
| -------------------- | ------- | ----------------------------------------------------------- |
| Dobos 36' Takács 28' | (1 – 1) | Oláh 22' Hegedűs 24' Kovácsevics 61' Jovánczai 73′ Máté 78' |

| Bozsik József Stadion, Budapest Nézőszám: 1 000 Játékvezető: Hanacsek Attila (magyar) |

| 25. forduló 2005. április 30. 17:00 |

| Nyíregyháza Spartacus                       | 1 – 1   | Budapest Honvéd       |
| ------------------------------------------- | ------- | --------------------- |
| Márton 30' Vasas 44' Ambrusz 61' Laskai 79' | (0 – 1) | Vadócz 90+3' Zana 83' |

| Nyíregyháza Városi Stadion, Nyíregyháza Nézőszám: 3 000 Játékvezető: Dubraviczky Attila (magyar) |

| 26. forduló 2005. május 4. 18:00 |

| Budapest Honvéd      | 1 – 0   | Vasas      |
| -------------------- | ------- | ---------- |
| Takács 74' Szili 87' | (1 – 0) | Kovrig 76' |

| Bozsik József Stadion, Budapest Nézőszám: 1 500 Játékvezető: Kassai Viktor (magyar) |

| 27. forduló 2005. május 7. 19:00 |

| FC Sopron                        | 2 – 0   | Budapest Honvéd        |
| -------------------------------- | ------- | ---------------------- |
| Tóth 11' Bárányos 34' Pintér 23' | (2 – 0) | Dancs 70' Baranyai 82' |

| Káposztás utcai Stadion, Sopron Nézőszám: 2 900 Játékvezető: Solymosi Péter (magyar) |

| 28. forduló 2005. május 14. 19:00 |

| Budapest Honvéd | 1 – 1   | Újpest           |
| --------------- | ------- | ---------------- |
| Lobo 65' 89'    | (0 – 1) | Bükszegi 45' 45' |

| Bozsik József Stadion, Budapest Nézőszám: 3 000 Játékvezető: Bede Ferenc (magyar) |

| 29. forduló 2005. május 21. 18:00 |

| Lombard Pápa                                     | 1 – 0   | Budapest Honvéd                      |
| ------------------------------------------------ | ------- | ------------------------------------ |
| Medveď 75' (11-esből) 61' Kincses 37' Geri 90+1′ | (0 – 0) | Mészáros 28' Takács 57' Borgulya 82' |

| Perutz Stadion, Pápa Nézőszám: 1 600 Játékvezető: Dubraviczky Attila (magyar) |

| 30. forduló 2005. május 26. 18:00 |

| Budapest Honvéd              | 0 – 1   | Ferencváros                       |
| ---------------------------- | ------- | --------------------------------- |
| Facskó 33' Vén 59' Szili 74′ | (0 – 0) | Sowunmi 88' Gyepes 15' Tőzsér 63' |

| Bozsik József Stadion, Budapest Nézőszám: 5 000 Játékvezető: Megyebíró János (magyar) |

#### A végeredmény
|    | Csapat                      | Játszott | Gy | D  | V  | L  | K  | GK  | Pont |
| -- | --------------------------- | -------- | -- | -- | -- | -- | -- | --- | ---- |
| 1  | Debreceni VSC-AVE Ásványvíz | 30       | 19 | 5  | 6  | 57 | 25 | +32 | 62   |
| 2  | Ferencvárosi TC             | 30       | 17 | 5  | 8  | 56 | 31 | +25 | 56   |
| 3  | MTK Budapest1               | 30       | 16 | 9  | 5  | 47 | 26 | +21 | 56   |
| 4  | Újpest FC                   | 30       | 15 | 10 | 5  | 60 | 34 | +26 | 55   |
| 5  | Győri ETO FC                | 30       | 16 | 6  | 8  | 44 | 32 | +12 | 54   |
| 6  | Zalaegerszegi TE FC         | 30       | 13 | 5  | 12 | 48 | 45 | +3  | 44   |
| 7  | Matáv FC Sopron             | 30       | 11 | 9  | 10 | 44 | 44 | 0   | 42   |
| 8  | FC Fehérvár²                | 30       | 11 | 10 | 9  | 44 | 36 | +8  | 40   |
| 9  | Diósgyőri VTK               | 30       | 11 | 4  | 15 | 39 | 45 | -6  | 37   |
| 10 | Pécsi Mecsek FC             | 30       | 9  | 9  | 12 | 33 | 35 | -2  | 36   |
| 11 | Budapest Honvéd FC          | 30       | 10 | 5  | 15 | 37 | 58 | -21 | 35   |
| 12 | NABI-Kaposvári Rákóczi FC   | 30       | 8  | 10 | 12 | 34 | 47 | -13 | 34   |
| 13 | Vasas SC                    | 30       | 10 | 3  | 17 | 34 | 48 | -14 | 33   |
| 14 | Lombard Pápa Termál FC      | 30       | 8  | 6  | 16 | 40 | 47 | -7  | 30   |
| 15 | Nyíregyháza Spartacus FC    | 30       | 5  | 11 | 14 | 38 | 63 | -25 | 26   |
| 16 | Előre FC Békéscsaba³        | 30       | 4  | 7  | 19 | 26 | 65 | -39 | 4    |

- 1: 1 pont levonva
- 2: 3 pont levonva
- 3: 15 pont levonva

|  | A Bajnokok Ligája selejtezőjének második körébe jut |
|  | Az UEFA-kupa selejtezőjébe jut                      |
|  | UEFA Intertotó Kupa első fordulójába jut            |
|  | Kiesők                                              |

#### Helyezések fordulónként
| Forduló  | 1 | 2  | 3  | 4  | 5  | 6  | 7  | 8  | 9  | 10 | 11 | 12 | 13 | 14 | 15 | 16 | 17 | 18 | 19 | 20 | 21 | 22 | 23 | 24 | 25 | 26 | 27 | 28 | 29 | 30 |
| -------- | - | -- | -- | -- | -- | -- | -- | -- | -- | -- | -- | -- | -- | -- | -- | -- | -- | -- | -- | -- | -- | -- | -- | -- | -- | -- | -- | -- | -- | -- |
| Helyszín | O | I  | O  | O  | I  | O  | I  | O  | I  | O  | I  | O  | I  | O  | I  | I  | O  | I  | I  | O  | I  | O  | I  | O  | I  | O  | I  | O  | I  | O  |
| Eredmény | V | V  | D  | GY | V  | GY | V  | D  | V  | GY | V  | GY | GY | GY | V  | V  | GY | GY | V  | V  | V  | GY | V  | D  | D  | GY | V  | D  | V  | V  |
| Helyezés | 9 | 13 | 13 | 10 | 10 | 10 | 11 | 11 | 12 | 11 | 12 | 11 | 9  | 8  | 8  | 8  | 8  | 8  | 8  | 9  | 9  | 9  | 9  | 9  | 9  | 9  | 9  | 9  | 10 | 11 |

Helyszín: O = Otthon; I = Idegenben. Eredmény: GY = Győzelem; D = Döntetlen; V = Vereség.

#### Eredmények összesítése
Az alábbi táblázatban összesítve szerepelnek a Budapest Honvéd FC 2004/05-ös bajnokságban elért eredményei.
| Ősz/tavasz (forduló)    | Otthon | Otthon | Otthon | Otthon | Otthon | Otthon | Otthon | Idegenben | Idegenben | Idegenben | Idegenben | Idegenben | Idegenben | Idegenben |
| Ősz/tavasz (forduló)    | M      | GY     | D      | V      | LG–KG  | GK     | P      | M         | GY        | D         | V         | LG–KG     | GK        | P         |
| ----------------------- | ------ | ------ | ------ | ------ | ------ | ------ | ------ | --------- | --------- | --------- | --------- | --------- | --------- | --------- |
| Őszi szezon (1–15.)     | 8      | 5      | 2      | 1      | 17–12  | +5     | 17     | 7         | 1         | 0         | 6         | 7–21      | –14       | 3         |
| Tavaszi szezon (16–30.) | 7      | 3      | 2      | 2      | 8–7    | +1     | 11     | 8         | 1         | 1         | 6         | 5–18      | –13       | 4         |
| Összesen (1–30.)        | 15     | 8      | 4      | 3      | 25–19  | +6     | 28     | 15        | 2         | 1         | 12        | 12–39     | –27       | 7         |

### Magyar kupa
4. forduló
| 2004. november 24. 18:00 |

| Budapest Honvéd            | 1 – 0   | Vasas                  |
| -------------------------- | ------- | ---------------------- |
| Vadócz 39' Budovinszky 73' | (1 – 0) | Tóth 10′, 60′ Gaál 78' |

| Bozsik József Stadion, Budapest Nézőszám: 600 Játékvezető: Fábián Mihály (magyar) |

Negyeddöntő
| 2005. április 5. 17:00 |

| Budapest Honvéd         | 1 – 1   | FC Fehérvár                 |
| ----------------------- | ------- | --------------------------- |
| Kovács 45' Mano Mano 2' | (1 – 1) | Magasföldi 18' 63′ Nagy 68' |

| Bozsik József Stadion, Budapest Nézőszám: 1 500 Játékvezető: Bede Ferenc (magyar) |

- Tizenegyesekkel (3–1) a Budapest Honvéd jutott tovább.

Elődöntő
| 2005. április 20. |

| FC Sopron | 4 – 2 | Budapest Honvéd |
| --------- | ----- | --------------- |
|           |       |                 |

| Sopron |

## Külső hivatkozások
- A csapat hivatalos honlapja
- A csapat mérkőzései a transfermarkt.de-n (németül)